# 稻香村 (红楼梦)
稻香村为曹雪芹的小说《红楼梦》中大观园的一处建筑，李纨的住所，红楼梦中有关稻香村的描述为：“……倏尔青山斜阻。转过山怀中，隐隐露出一带黄泥筑就矮墙，墙头皆用稻茎掩护。有几百株杏花，如喷火蒸霞一般。里面数楹茅屋。外面却是桑、榆、槿、柘、各色树稚新条，随其曲折，编就两溜青篱。篱外山坡之下，有一土井，旁有桔槔辘轳之属。下面分畦列亩，佳蔬菜花，漫然无际。”“杏帘招客饮，在望有山庄。菱荇鹅儿水，桑榆燕子梁。一畦春韭绿，十里稻花香。盛世无饥馁，何须耕织忙。”
稻香村在大观园中的位置有两种说法。按照第十七回贾政视察大观园和第74回抄捡大观园的路线，稻香村在园中西部。按照第四十一回贾母从栊翠庵出来到稻香村休息，稻香村在园中东部。